# Порт-Хейден (аэропорт)
Аэропорт Порт-Хейден (англ. Port Heiden Airport), (ИАТА: PTH, ИКАО: PAPH, FAA LID: PTH) — государственный гражданский аэропорт, расположенный в 11 километрах к северо-востоку от района Порт-Хейден (Аляска), США. Регулярные коммерческие перевозки в настоящее время выполняет авиакомпания Peninsula Airways (PenAir).

## Операционная деятельность
Аэропорт Порт-Хейден расположен на высоте 29 метров над уровнем моря и эксплуатирует две взлётно-посадочные полосы:
- 5/23 размерами 1524 x 30 метров с гравийным покрытием;
- 13/31 размерами 1219 x 30 метров с гравийным покрытием.

По данным статистики Федерального управления гражданской авиации США услугами аэропорта в 2008 году воспользовалось 919 человек, что на 9,6 % (1 017 человек) меньше по сравнению с предыдущим годом. В соответствии с Национальным планом по интеграции аэропортовых комплексов страны на 2009—2013 годы Аэропорт Порт-Хейден отнесён Федеральным управлением гражданской авиации США к категории аэропортов, предназначенных для обслуживания рейсов авиации общего назначения.
За период с 31 декабря 2006 года по 31 декабря 2007 года Аэропорт Порт-Хейден обработал 1000 операций взлётов и посадок самолётов (в среднем 83 операций ежемесячно), из них 50 % пришлось на рейсы аэротакси и 50 % — на авиацию общего назначения.: